# Li Shida

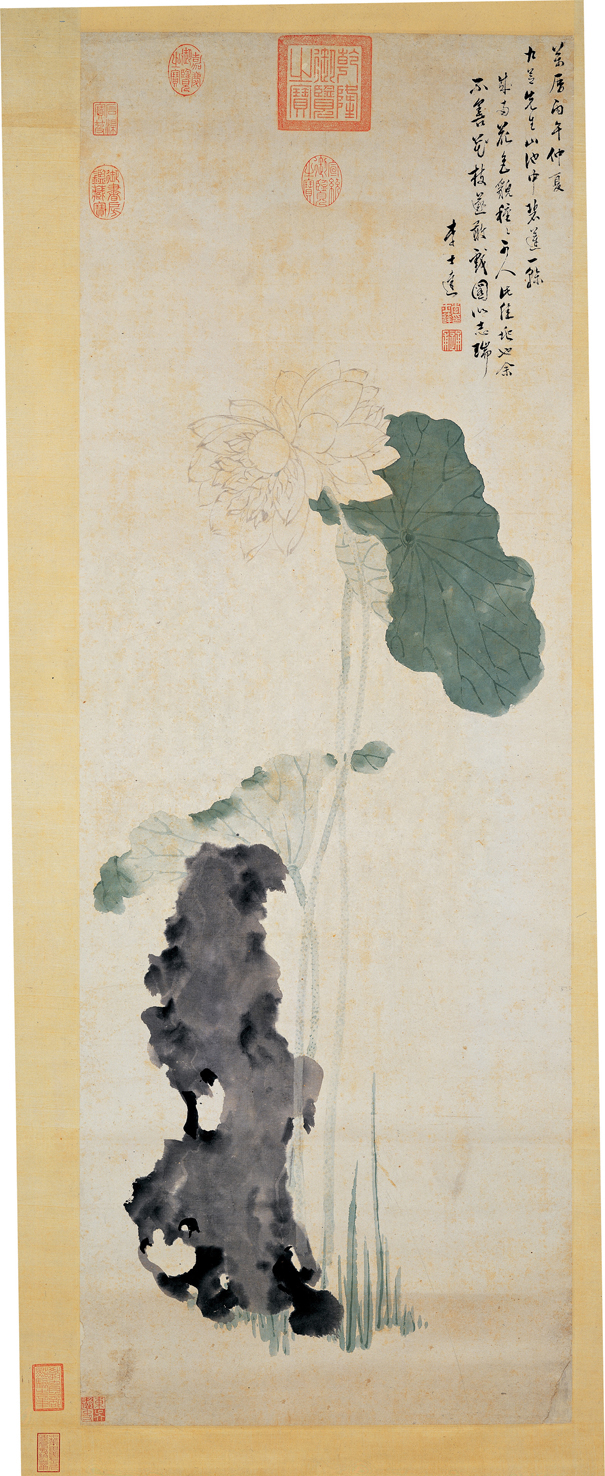
Geluksbrengende lotus (1606), collectie Nationaal Paleismuseum. Naar eigen zeggen zag Li de lotus en gongshi-steen bij een vriend thuis. De verschillende tinten gewassen inkt geven het grillige oppervlak van de steen weer en de bloem is uitgevoerd in de baimiao-techniek (白描: 'witte afbeelding').

Li Shida (traditioneel Chinees: 李士達; 1550–1620) was een Chinees kunstschilder uit de Ming-periode. Zijn omgangsnaam was Yanghuai (仰槐).
Li was een inwoner van Suzhou, in de provincie Jiangsu. In 1574 behaalde hij de hoogste graad – de jinshi (進士) – in het Chinees examenstelsel. Li schilderde landschappen en vogel- en bloemschilderingen, maar maakte vooral naam met portretten.
- Union List of Artist Names: 500125662
- Virtual International Authority File: 96608172